# David Filo
David Filo, ameriški programer in poslovnež, * 20. april 1966, Wisconsin, ZDA. 

## Življenje in delo
Filo se je pri 6 letih preselil v Louisiano, v mesto Moss Buff. Maturiral je na bližnji srednji šoli in se vpisal v program računalništva na Tulaneovi univerzi v New Orleansu. Po diplomi je magistriral na Univerzi Stanford.
Leta 1994 je z Jerryjem Yangom ustanovil spletni imenik »Jerry and Dave's Guide to the World Wide Web«, ki je prerasla v spletni portal Yahoo!, eno najbolj obiskanih spletnih strani na svetu.